# ジャスティン・スターツ
ジャスティン・スターツ（Justin Staatz, 1983年10月30日 - ）は、アメリカ合衆国カリフォルニア州出身のプロ野球選手（投手）。

## 来歴
ミドルトン高校、マウントオリブ大学を経て、2006年にミネソタ・ツインズに入団。同年は、ルーキーのエリザベストン・ツインズとルーキーAのガルフ・コーストリーグ・ツインズでプレー。
2007年は、独立リーグであるフロンティアリーグのゲートウェイ・グリズリーズとワシントン・ワイルドシングスでプレー。
2008年は、ユナイテッドリーグ・ベースボールのハーリンゲン・ホワイトウィングスとラレド・ブロンコスでプレーした。
その後、オーストラリアのクラブチームであるレッドランズでプレー。
2009年4月、球団初の外国籍選手・BCリーグ初の米国籍選手として、新潟アルビレックス・ベースボール・クラブに入団。
2010年、自身の申し出により、5月4日付で新潟を退団した。

## 詳細情報

### 年度別投手成績
| 年 度    | 球 団    | 登 板 | 完 投 | 勝 利 | 敗 戦 | セ ｜ ブ | 勝 率 | 打 者 | 投 球 回 | 被 安 打 | 被 本 塁 打 | 与 四 球 | 与 死 球 | 奪 三 振 | 暴 投 | ボ ｜ ク | 失 点 | 自 責 点 | 防 御 率 | W H I P |
| -------- | -------- | ----- | ----- | ----- | ----- | -------- | ----- | ----- | -------- | -------- | ----------- | -------- | -------- | -------- | ----- | -------- | ----- | -------- | -------- | ------- |
| 2009     | 新潟     | 28    | 2     | 4     | 7     | 3        | .364  | 359   | 82.1     | 74       | 3           | 35       | 11       | 60       | 6     | 1        | 33    | 29       | 3.17     | 1.32    |
| 2010     | 新潟     | 3     | 0     | 0     | 2     | 0        | .000  | 71    | 15.0     | 18       | 0           | 6        | 1        | 8        | 2     | 0        | 11    | 5        | 3.00     | 1.60    |
| BCL：2年 | BCL：2年 | 31    | 2     | 4     | 9     | 3        | .308  | 430   | 97.1     | 92       | 3           | 41       | 12       | 68       | 8     | 1        | 44    | 34       | 3.14     | 1.37    |

- 2010年度シーズン終了時

### 背番号
- 99 （2009年 - 2010年）